# エカチェリーナ・アレクセーエヴナ・ドルゴルーコヴァ

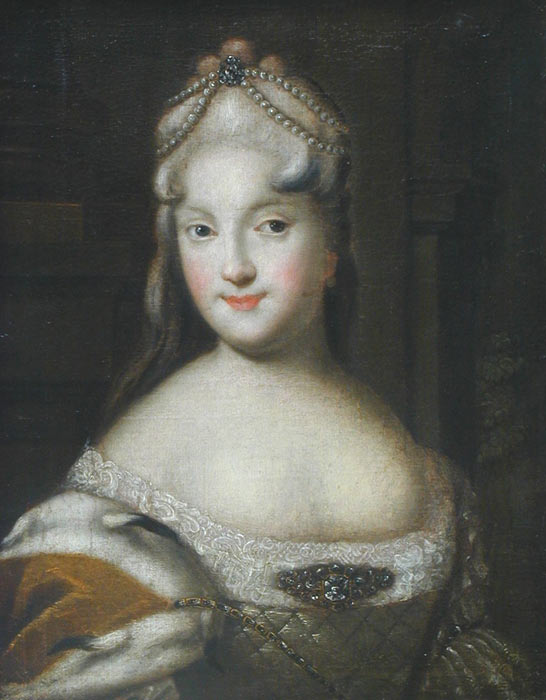
エカチェリーナ・アレクセーエヴナ・ドルゴルーコヴァ

エカチェリーナ・アレクセーエヴナ・ドルゴルーコヴァ（ロシア語: Екатерина Алексеевна Долгорукова、1712年 - 1747年）は、ロシア帝国の貴族女性。皇帝ピョートル2世の婚約者で、婚前未亡人となった。

## 生涯
アレクセイ・ドルゴルーコフ公爵の娘として生まれ、ポーランド大使を務めていた祖父グリゴリー・フョードロヴィチ・ドルゴルーコフ公爵のワルシャワの邸宅で、兄弟のイヴァン・アレクセーエヴィチ・ドルゴルーコフと一緒に育てられた。伝えられるところでは、エカチェリーナはオーストリア大使メリッシモと恋愛関係にあったという。
1729年11月19日、エカチェリーナは皇帝ピョートル2世と公式に婚約を交わし、その2日後に「未来の皇后陛下」の称号を授けられた。これは最高枢密院のメンバーとして国政の実権を握っていた父の従兄ヴァシーリー・ルキーチ・ドルゴルーコフ公爵が、自分と皇帝との結びつきを強めるためにお膳立てした婚約であった。エカチェリーナの恋人だったメリッシモは国外に追いやられた。
しかし、翌1730年にピョートル2世が崩御したため、結婚は実現しないままに終わった。
ドルゴルーコフ家の人々はエカチェリーナとピョートルの婚姻が成立していたと偽証したうえで、女帝エカチェリーナ1世の即位した前例を口実に、エカチェリーナをピョートル2世の後継の女帝にしようと企んだが、失敗に終わった。エカチェリーナは宮殿を追われ、ピョートル2世の後を継いだアンナ女帝によって家族ともどもヴェロゾヴォに流刑となった。
1740年になると、エカチェリーナはトムスクの女子修道院に収容された。
1741年、エカチェリーナはエリザヴェータ・ペトロヴナ女帝の命令で解放され、女官に任じられて宮廷に戻った。
1745年、エカチェリーナはアレクサンドル・ロマノヴィチ・ブルス将軍と結婚したが、その2年後の1747年に風邪をこじらせて亡くなった。